# David C. Treen

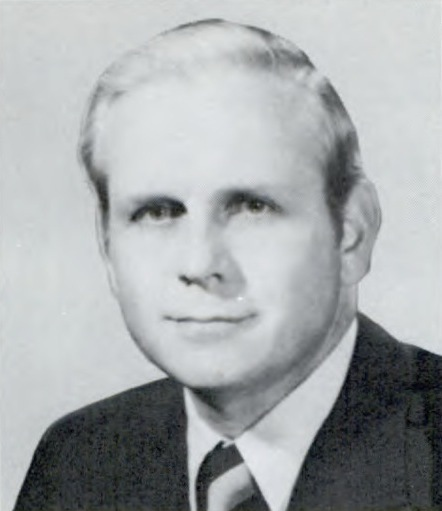
Dave Treen

David Connor „Dave“ Treen Sr. (* 16. Juli 1928 in Baton Rouge, Louisiana; † 29. Oktober 2009 in Metairie, Louisiana) war ein US-amerikanischer Politiker. Er war von 1980 bis 1984 Gouverneur des Bundesstaates Louisiana. Außerdem vertrat er zwischen 1973 und 1980 seinen Staat im US-Repräsentantenhaus in Washington.

## Frühe Jahre
David Treen besuchte die Fortier High School in New Orleans und studierte anschließend an der Tulane University. Dort erwarb er 1948 den Bachelor-Abschluss in den Fächern Geschichte und politische Wissenschaften. Nach einem anschließenden Jurastudium an der juristischen Fakultät derselben Universität wurde er im Jahr 1950 als Rechtsanwalt zugelassen. Zwischen 1951 und 1952 diente er in der US-Luftwaffe, ehe er in New Orleans als Rechtsanwalt in der Kanzlei Deutsch, Kerrigan & Stiles zu arbeiten begann.

## Politischer Aufstieg
Treen wurde zunächst Mitglied einer Splitterpartei, der sogenannten Louisiana States’ Rights Party. Treen betonte aber, dass diese Partei nichts mit der neo-nazistischen National States’ Rights Party zu tun habe. Im Jahr 1962 wurde Treen dann Mitglied der Republikaner, in deren Reihen er bald aufstieg. Zwischen 1964 und 1980 war er Delegierter auf allen Republican National Conventions. Von 1962 bis 1973 war er im Vorstand der Republikaner in Louisiana. Da zu dieser Zeit die Republikanische Partei in diesem Staat keine tragende Rolle spielte und seit fast 100 Jahren im Schatten der Demokraten stand, hatte Treen keine Chance, als er sich in den Jahren 1962, 1964 und 1968 um einen Sitz im US-Repräsentantenhaus bewarb. Ebenso erfolglos blieb seine Kandidatur für das Amt des Gouverneurs im Jahr 1972.
Die Parteienlandschaft in Louisiana veränderte sich unter Gouverneur Edwin Edwards, der das Vorwahlprinzip änderte und alle Parteien gleichzeitig an den Vorwahlen teilnehmen ließ (Jungle primary system). Das beschleunigte den Aufstieg der Republikaner in Louisiana und führte dort zu einem wirklichen Zweiparteiensystem. Vor diesem Hintergrund wurde Treen im Jahr 1972 als Abgeordneter in den Kongress gewählt. Dieses Mandat übte er zwischen dem 3. Januar 1973 und dem 10. März 1980 aus. Im Kongress war er Mitglied verschiedener Ausschüsse.

## Gouverneur von Louisiana
Im Jahr 1979 wurde David Treen als erster Republikaner seit William P. Kellogg, der zwischen 1873 und 1877 amtiert hatte, zum Gouverneur seines Staates gewählt. Treen trat sein neues Amt am 10. März 1980 an. In seiner Amtszeit wurden die Steuern gesenkt und das Haushaltswesen reformiert. In seine Regierung wurden auch Mitglieder der Demokratischen Partei integriert. Damals erhielten mehr Afroamerikaner Stellen im öffentlichen Dienst als je zuvor. Außerdem setzte sich Treen für eine Verbesserung des Bildungssystems ein. Eine Wirtschaftskrise machte ihm dann aber zunehmend zu schaffen. Außerdem stießen sein Regierungsstil und seine Persönlichkeit teilweise auf Ablehnung auch innerhalb seiner Partei. Aus diesem Grund konnte er sich bei den nächsten Wahlen nicht durchsetzen. Er unterlag gegen seinen Vorgänger Edwards.

## Weiterer Lebenslauf
Im Jahr 1987 ernannte ihn Präsident Ronald Reagan zum Richter am fünften Bundesberufungsgericht. Diese Ernennung konnte aber politisch nicht durchgesetzt werden, so dass Treen dieses Amt nicht antreten konnte. Im Jahr 1991 unterstützte Treen seinen alten Gegner Edwards bei der Gouverneurswahl, um die Wahl von David Duke, einem ehemaligen Führer des Ku-Klux-Klans, zu verhindern. Im Jahr 1999 kandidierte Treen erfolglos für eine Rückkehr in das US-Repräsentantenhaus. Danach zog er sich in den Ruhestand zurück. Seit dem Tod seiner Frau Dodi im Jahr 2005, mit der er drei Kinder hatte, war er Witwer.